# Centres coréens de contrôle et de prévention des maladies
Pour les articles homonymes, voir CDC.
Les Centres de contrôle et de prévention des maladies (KCDC ; en coréen : 질병관리본부) sont une organisation relevant du ministère sud-coréen du Bien-être et de la Santé, chargée de la transplantation d'organes et de l'avancement de la santé publique en gérant la prévention, les enquêtes, la quarantaine, les essais et la recherche sur les maladies infectieuses, les maladies chroniques et rares et les blessures. L'organisation a été fondée en décembre 2003 et est située dans le complexe d'administration de la technologie de la santé d'Osong à Cheongju.